# 916

## Nașteri
- dată necunoscută: Adela de Vermandois  (d. 960)

## Decese
- 27 iulie: Clement al Ohridei sfânt și savant medieval bulgar (n. 840)
- dată necunoscută: Budai (budism)  (n. ?)